# Більараб бін Султан
Більараб бін Султан (*д/н — 1692) — імам Оману в 1679—1692 роках. Відомий також як Абу'л-Араб бін Султан.

## Життєпис
Походив з династії Якубідів. Син імама Султана I бін Саїфа. Після смерті останнього успадкував володіння та титул імама. Спочатку намагався продовжувати активну зовнішню політику попередника.
Втім невдовзі вступив у протистояння з братом Саїфом (той також оголосив себе імамом), війна з яким тривала весь час правління Більараба. Переніс резиденцію з Нізву до фортеці Ябрін. 1692 року зазнав поразки, був повалений й невдовзі помер в ув'язненні. Йому спадкував брат Саїф бін Султан.